# フユナラ

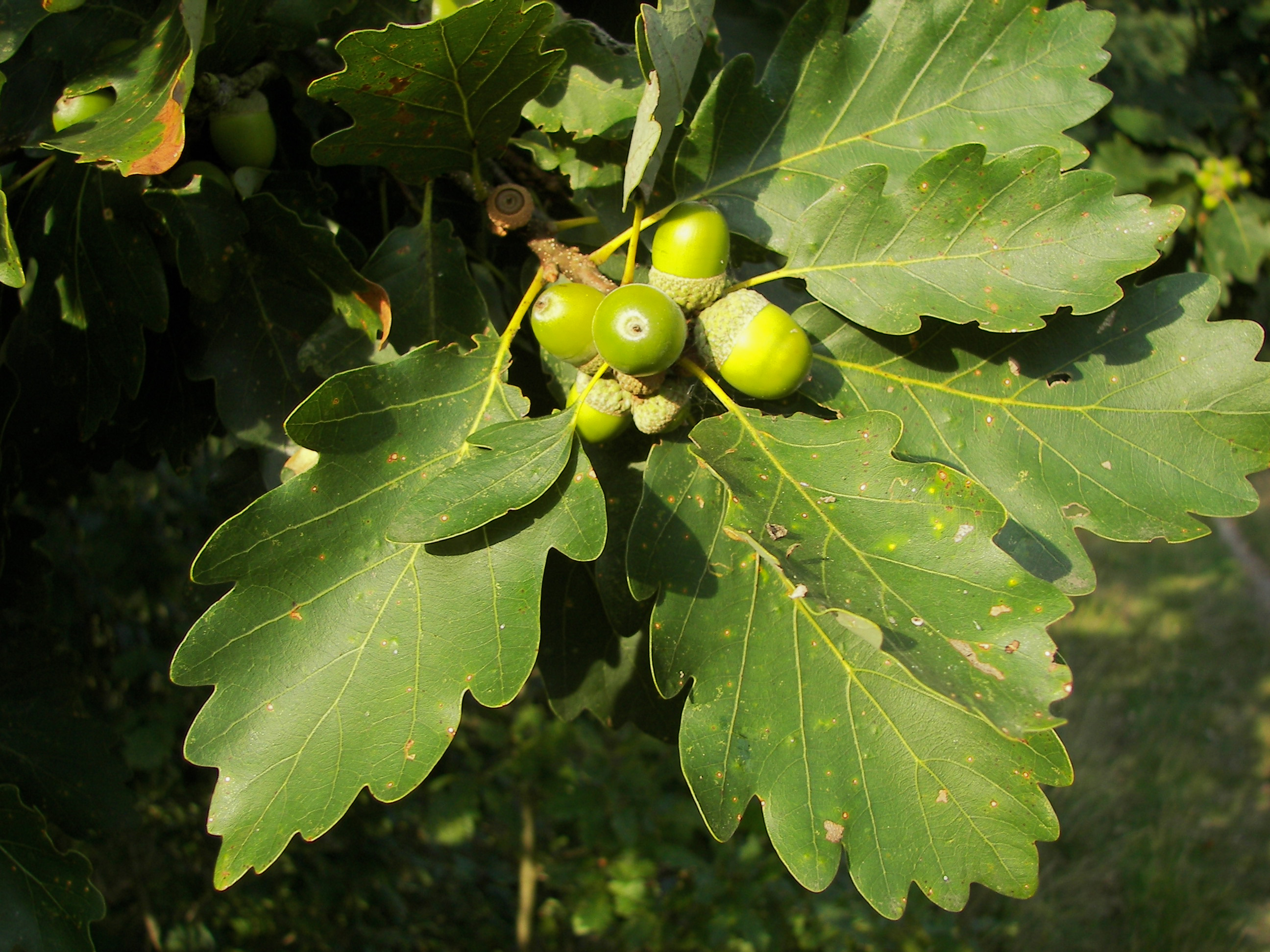
葉とドングリを付けた芽

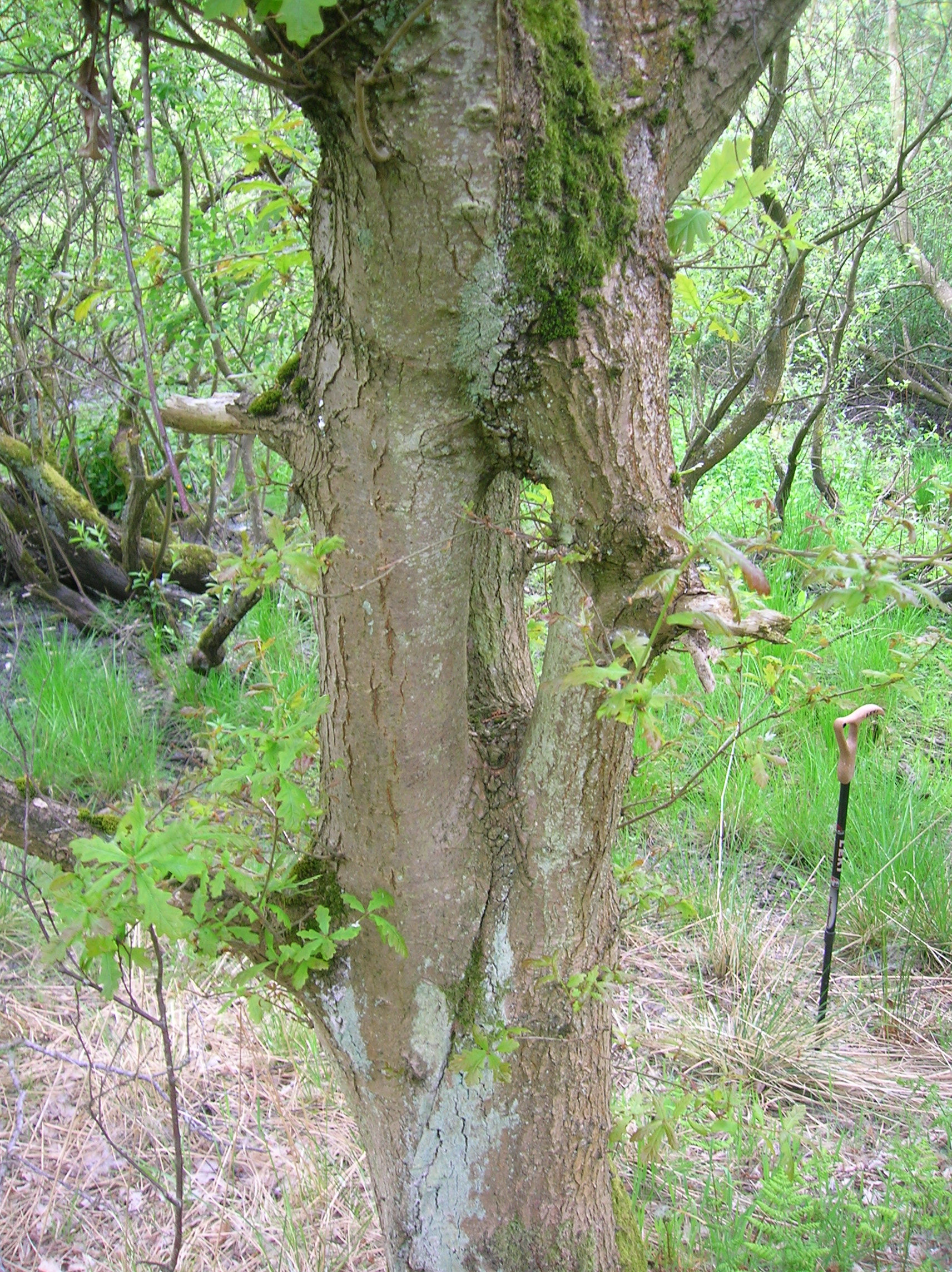
吻合した木

フユナラ（学名: Quercus petraea）は、ヨーロッパ全域からアナトリア半島（小アジア）の温暖な地域の森林に自生するナラの一種である。スペインからノルウェーまで、さらにアルバニア西部の森ではごく一般的な樹木で、平野や丘陵地帯に分布する。
落葉広葉樹の高木で、高さ25 - 40メートル (m) に達する。分布域の重なるヨーロッパナラに似る。寿命は長く、樹齢1000年を超える個体もある。成長速度は遅く、60年ほどで初開花する。葉は、長さ7 - 14センチメートル (cm) 、幅4 - 8 cmで、両側に5つから6つの裂片があり、葉柄は1 cm程度である。花は、春に咲く尾状花序である。果実は、長さ2 cmから3 cm、幅1 - 2 cmのドングリであり、成熟までに約6か月を要する。

## ヨーロッパナラとの比較
葉に葉柄があり、果実に花梗がない点が、ヨーロッパナラとの植物学上の大きな違いである。ヨーロッパナラが低地の深い肥えた土壌を好むのに対し、フユナラは、浅い酸性の砂質の土壌で、雨の多い300m以上の高地に生える。Quercus × rosaceaと名付けられたヨーロッパナラとの間の雑種は繁殖力を持ち、両親種が土壌を共有する場所で見られ、両親種の中間の性質を持つ。

## 利用
木材は、木骨造等の建設や造船、ワイン用のオーク樽の製造等に用いられる。

## シンボル
フユナラは、ウェールズの国木に指定され、Welsh Oakという別名でも知られる。また、コーンウォールの木としても認識され、Cornish Oakという別名もある。